# Psilogramma exigua
Psilogramma exigua là một loài bướm đêm thuộc họ Sphingidae. Loài này có ở phía tây Úc.